# Kościół Podwyższenia Krzyża Świętego w Olszynach
Kościół Podwyższenia Krzyża Świętego w Olszynach – rzymskokatolicki kościół parafialny pw. Podwyższenia Krzyża Świętego, zbudowany w 1900, znajdujący się w Olszynach.

## Historia
Pierwszy kościół w Olszynach powstał pod koniec XVI w., konsekrowany w 1580. Obecna drewniana świątynia została zbudowana w 1900 według projektu Łukasza Filipiaka, prawdopodobnie z wykorzystaniem materiałów z poprzedniego również drewnianego kościoła. W 1965 odnowiono polichromię. W 2002 zamontowano instalację antywłamaniową i przeciwpożarową.

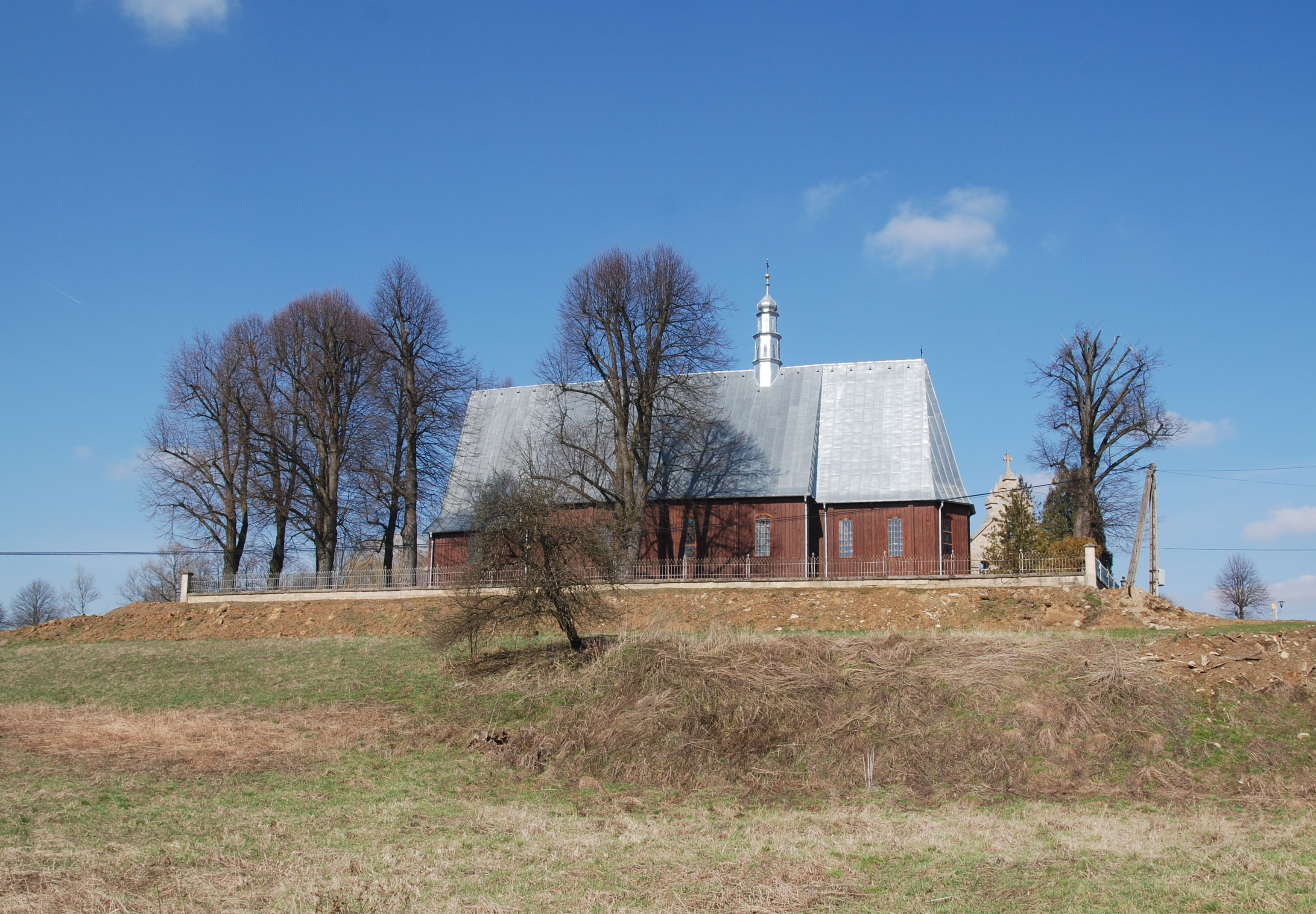
Elewacja południowa
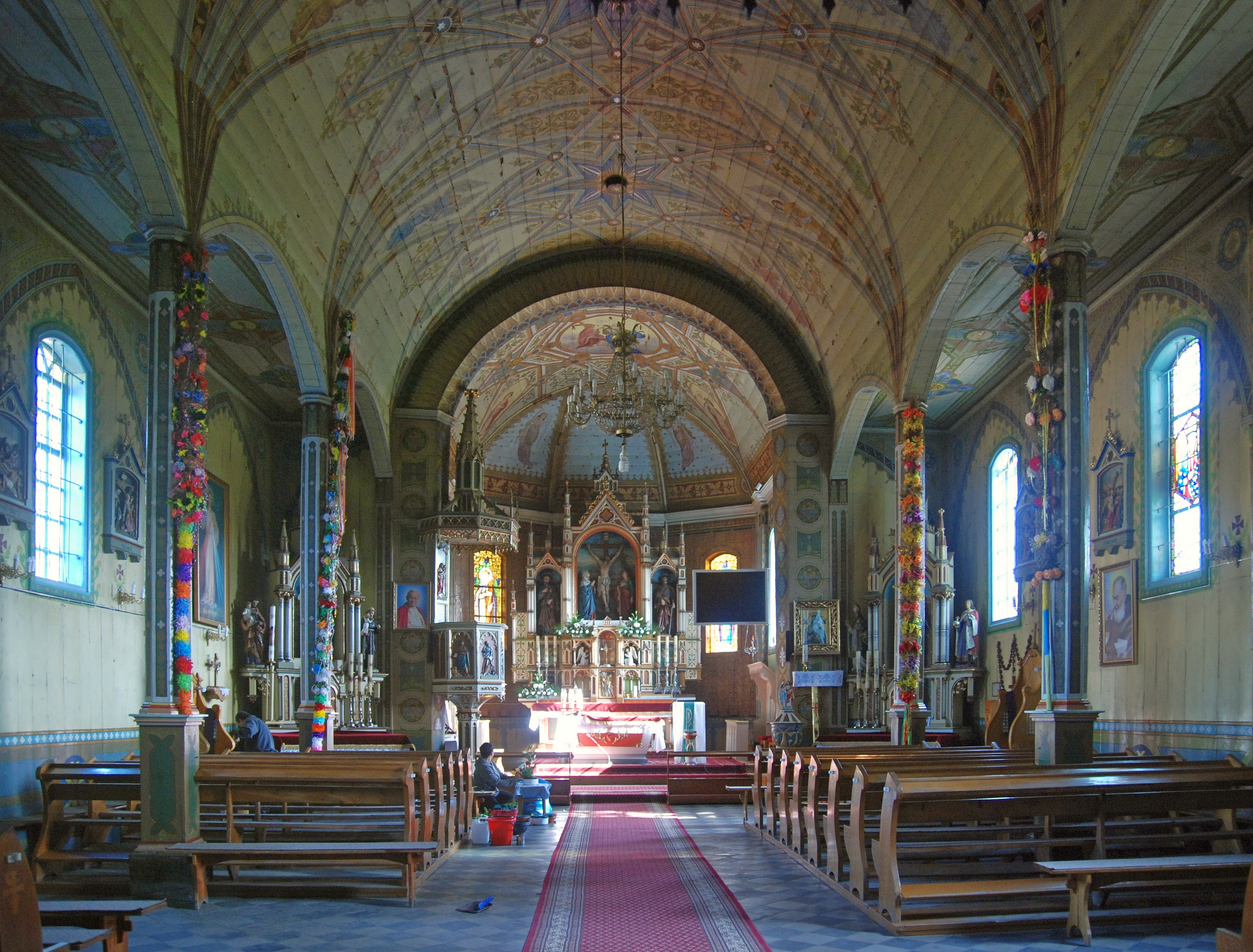
Wnętrze
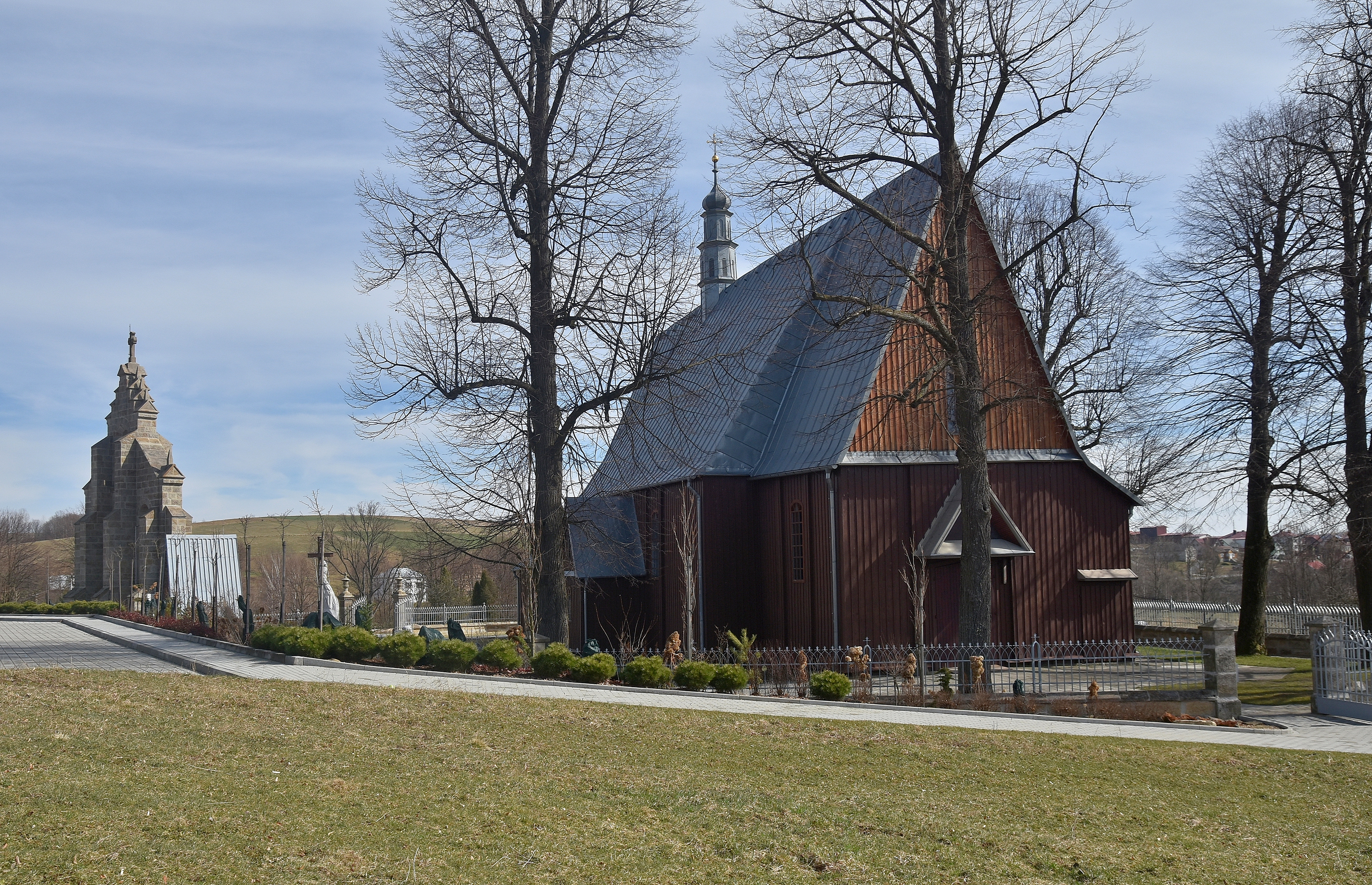
Elewacja frontowa

## Architektura i wyposażenie
Jest to neogotycka budowla konstrukcji zrębowej, orientowana. Trójdzielna bryła świątyni składa się z trójbocznie zamkniętego prezbiterium z zakrystią od północy, szerszą nawą z niewielką kruchtą i przestronnym przedsionkiem. Całość pokryta blaszanym dachem jednokalenicowym z wieżyczką na sygnaturkę, zwieńczoną baniastym hełmem z latarnią. Ściany oszalowane pionowo deskami.
Wnętrze podzielone na trzy części dwoma rzędami z sześcioma słupami z arkadami. Prezbiterium i nawę główną nakrywa pozorne sklepienie kolebkowe z siecią pseudożeber. W pozostałych pomieszczeniach stropy płaskie. Wnętrze zdobi polichromia figuralna i ornamentalna bogato zdobiona czołgankami i pinaklami, imitująca wystrój murowanych kościołów gotyckich, wykonana przez Stanisława Gucwę w 1908. 
Większość wyposażenia pochodzi głównie początku XX w.: ołtarz główny i dwa boczne wykonane w latach 1902–1904 w Gröden w Tyrolu; chrzcielnica neogotycka z 1910; organy 10-głosowe z 1901 wykonane we Lwowie; ambona. Na południowej ścianie w ołtarzyku cenny obraz Chrystusa upadającego pod krzyżem, z drugiej połowy XVI w., pochodzący z ołtarza głównego poprzedniego kościoła.

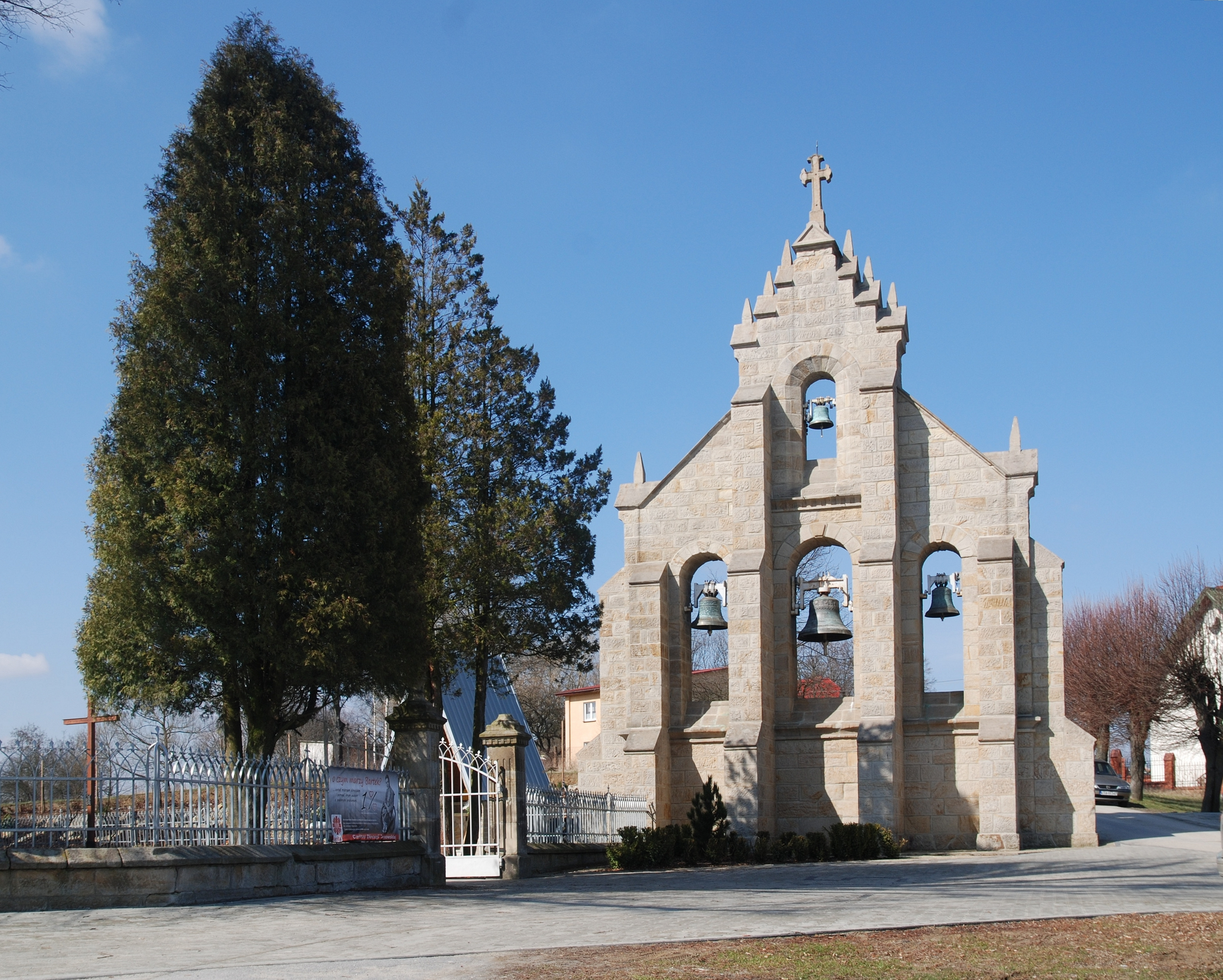
Dzwonnica
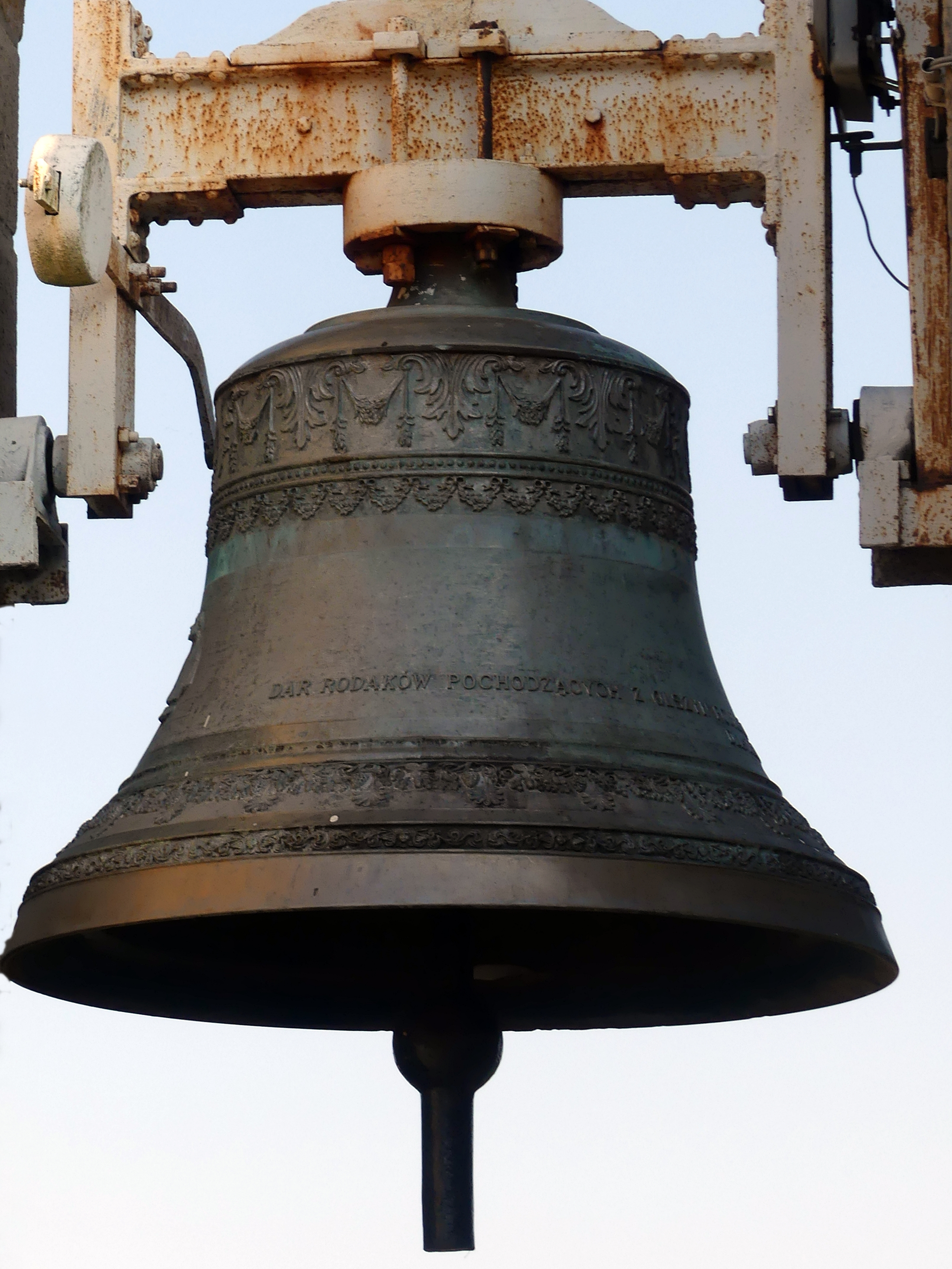
Jeden z dzwonów z 1928
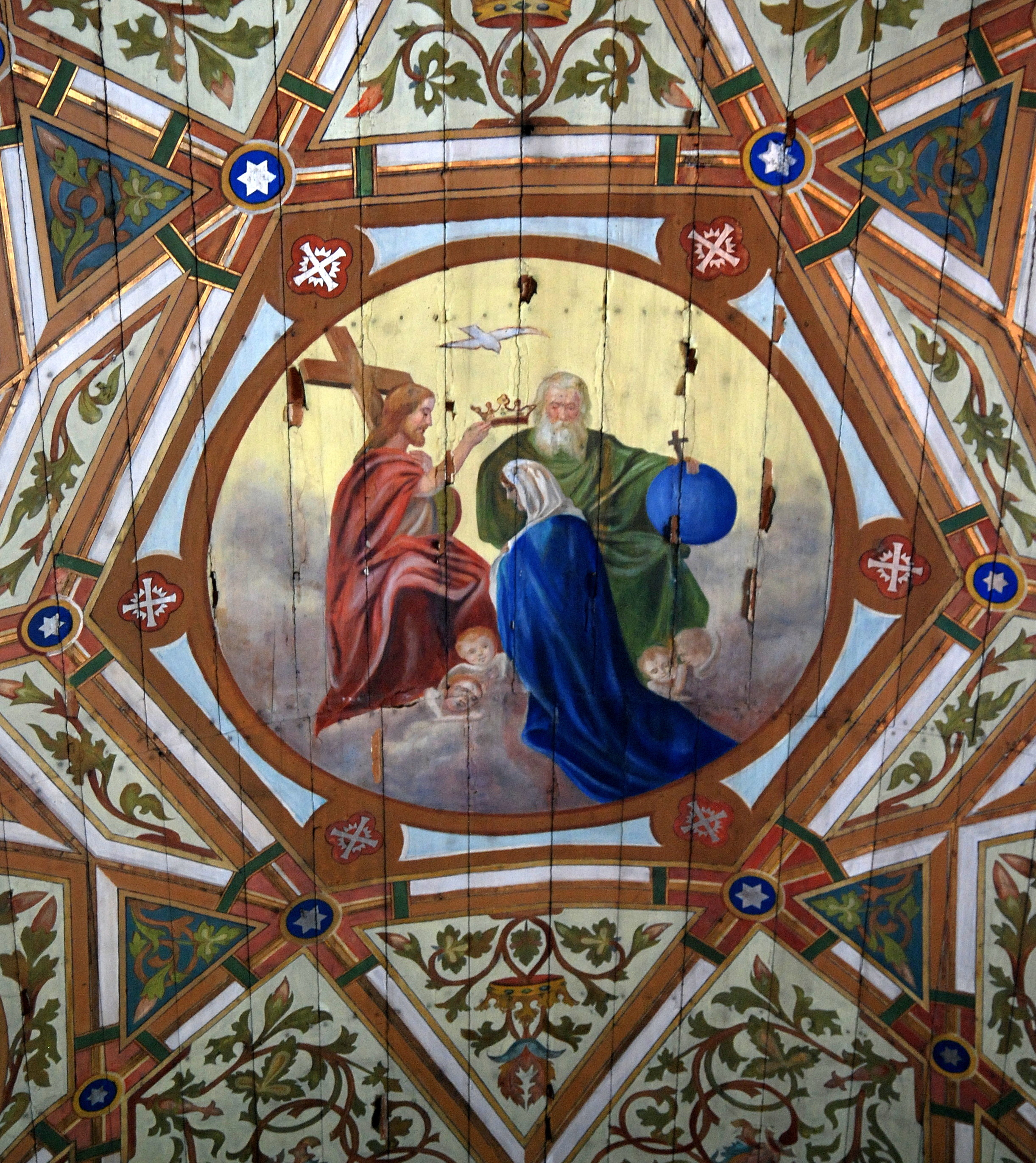
Fragment polichromii sufitu w nawie
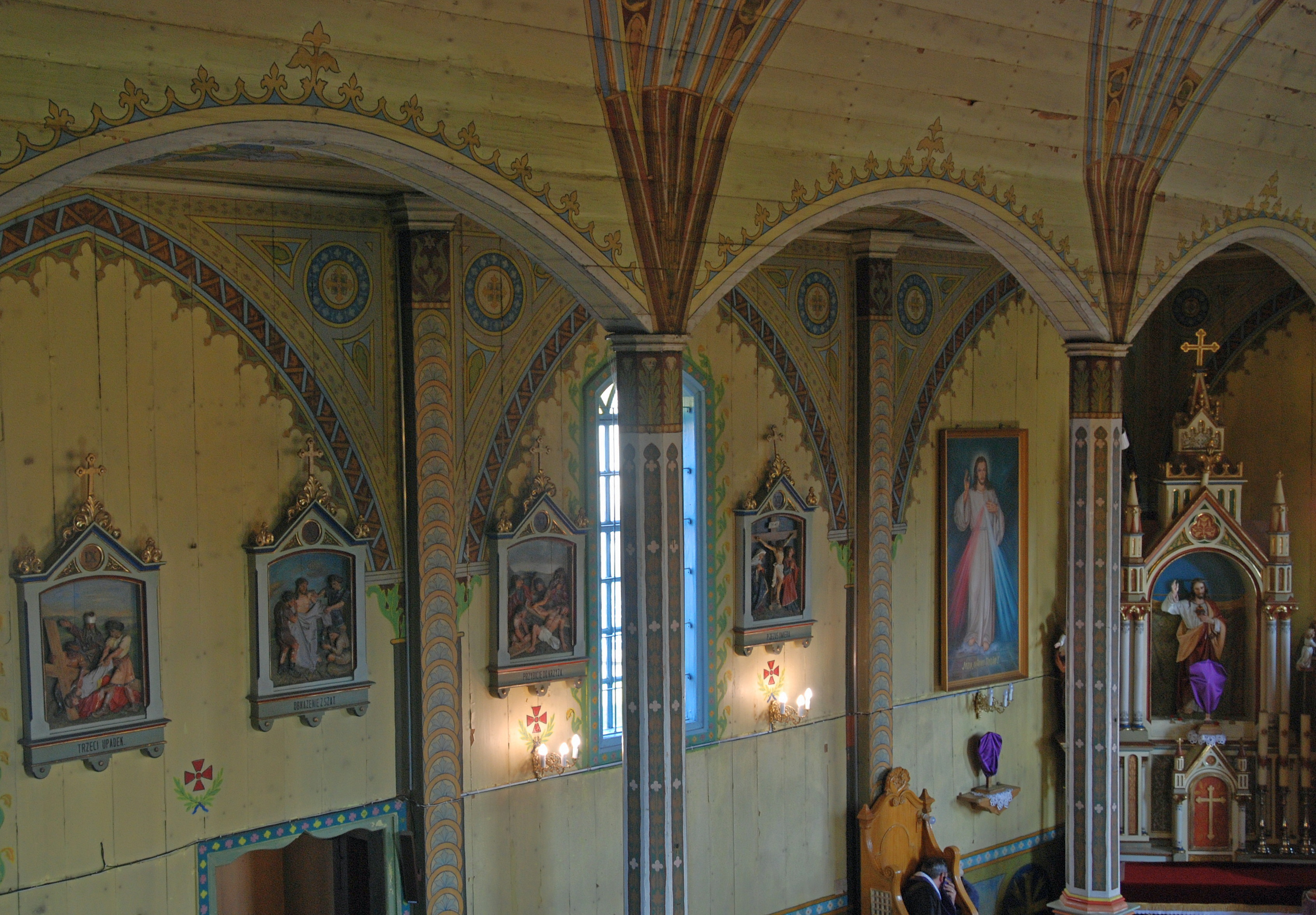
Wnętrze

## Otoczenie
Obok kościoła wolnostojąca murowana dzwonnica typu arkadowego z 1908 z czterema dzwonami. Największy dzwon o wadze 971kg został odlany w Odlewni dzwonów Karol Schwabe w 1928, dzwon został ufundowany został przez rodaków z Chicago, dzwon został ukryty przed rekwizycją na potrzeby wojenne przez parafian w czasie okupacji niemieckiej, trzy obecne dzwony zostały wykonane w 1970 w pracowni Felczyńskiego w Przemyślu.